# Червона Долина (Баштанський район)
Черво́на Доли́на — село в Україні, у Широківській сільській громаді Баштанського району Миколаївської області. Населення становить 824 особи.

## Історія
Школу та дитячий садок зруйнували окупанти влучаннями авіабомб та ракети. Місцевий будинок культури чудом вцілів за винятком вибитих вікон. У одній з кімнат savED разом із U-LEAD облаштовує цифровий освітній центр (DLC), куди діти зможуть приходити офлайн.

## Постаті
- Мацишин Павло Богданович (1983—2015) — солдат Збройних сил України, учасник російсько-української війни.
- Костров Давид Олегович (2003—2022) — солдат Збройних сил України, учасник російсько-української війни, що загинув біля села у ході російського вторгнення в Україну в 2022 році.
- Карпець Віталій Борисович (1972—2022) — солдат Збройних сил України, учасник російсько-української війни, що загинув біля села у ході російського вторгнення в Україну в 2022 році.